# Kleinblütiger Klee
Kleinblütiger Klee (Trifolium retusum) ist eine Pflanzenart aus der Gattung Klee (Trifolium) innerhalb der Familie der Hülsenfrüchtler (Fabaceae). Er ist in Europa und Nordafrika verbreitet.

## Beschreibung

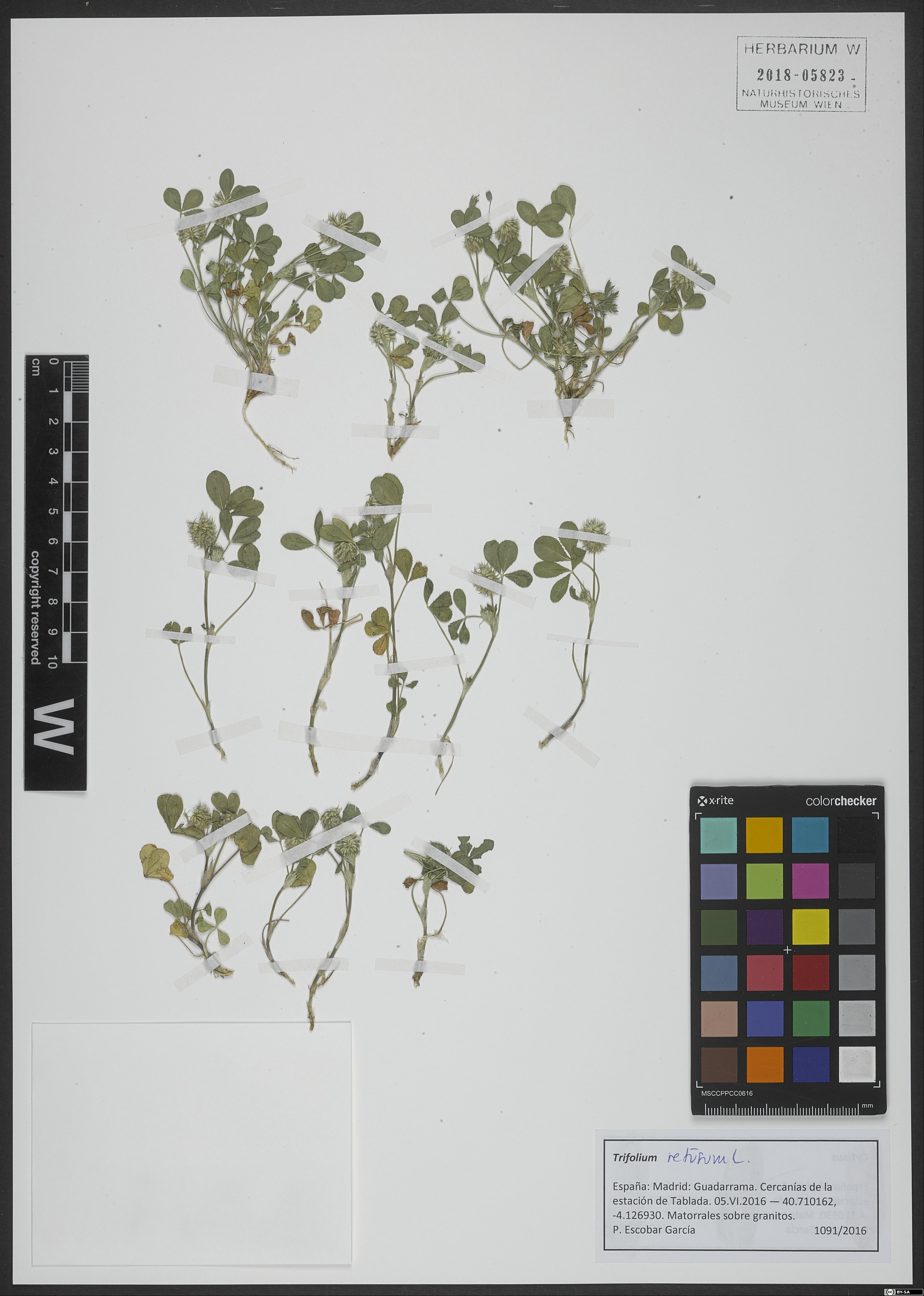
Herbarexemplare (bitte keine Pflanzenteile aus Naturbeständen entnehmen)

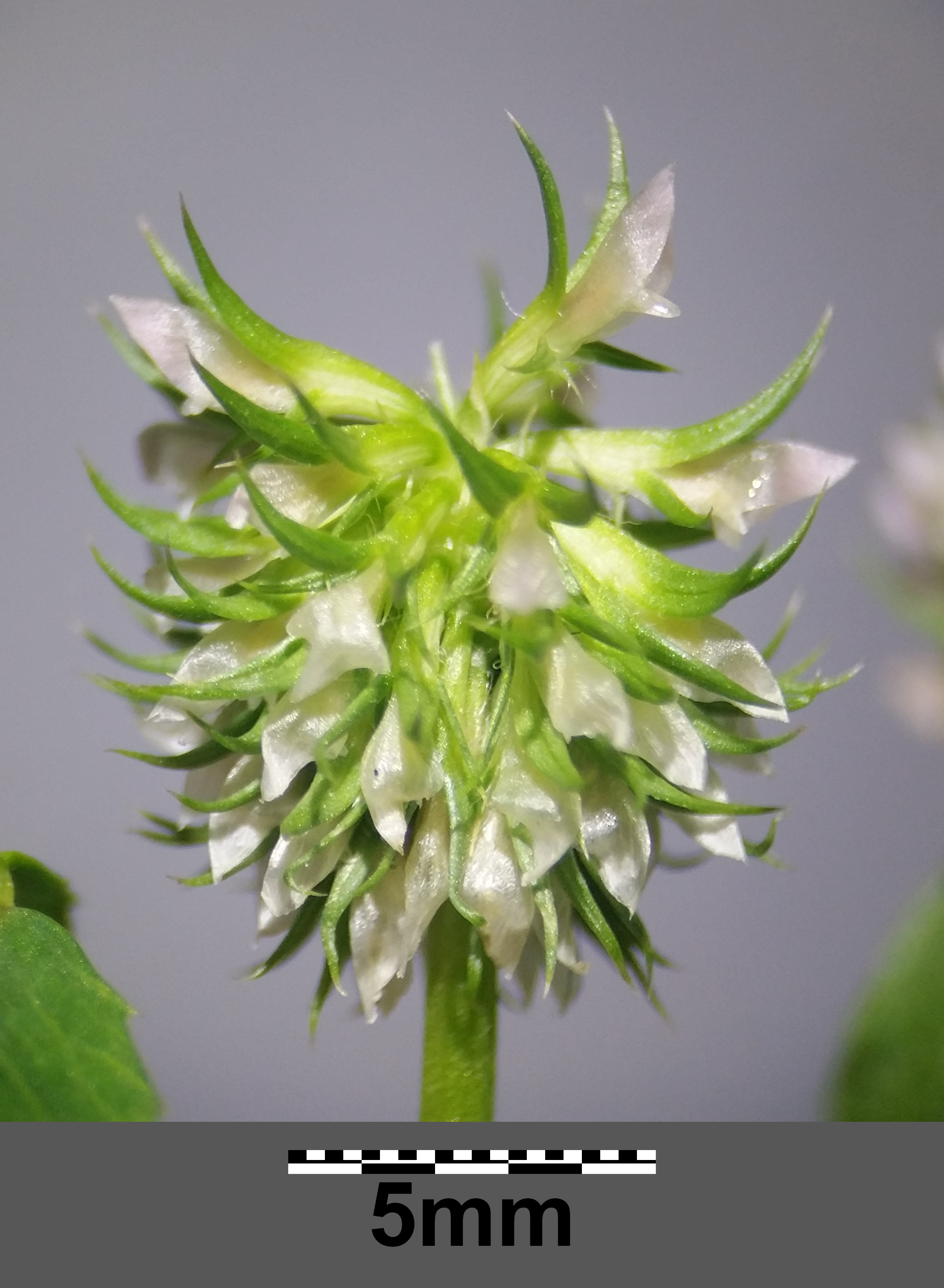
Blütenstand

Blüte

### Vegetative Merkmale
Der Kleinblütige Klee ist eine einjährige krautige Pflanze, die Wuchshöhen von 15 bis 40 Zentimetern erreicht. Die Sprossachse ist kahl und verzweigt sich direkt an der Basis in mehrere Stängel, diese stehen aufrecht oder aufsteigend und sind gerillt. Im oberen Teil verzweigen sich die Stängel reichlich.
Die wechselständig angeordneten Laubblätter sind in Blattstiel und Blattspreite gegliedert. Die unteren Laubblätter sind lang gestielt, die oberen kürzer. Die Blattstiele sind 0,7 bis 1,5 Zentimeter lang. Die Blattspreite dreizählig gefiedert. Die einzelnen Fiederblättchen sind 0,8 und 1,8 Zentimeter lang und 0,4 bis 0,9 Zentimeter breit. Die Fiederblättchen der basalen Laubblätter sind oft länglich verkehrt-eiförmig. Die Basis ist schmal zulaufend, der Blattrand gezähnt und die Spitze abgerundet bis ausgerandet. Die Blattrippen treten deutlich hervor. Die Nebenblätter sind 0,7 bis 1,5 Zentimeter lang mit langgezogener Spitze.

### Generative Merkmale
Die Blütezeit reicht in Mitteleuropa von Mai bis Juli. 
Die köpfchenförmige Blütenstand hat einen Durchmesser bis zu 1 Zentimeter, sie sind 1 bis 3 Zentimeter lang gestielt, aber die oberen sind fast sitzend. Die Tragblätter sind länger als die Blütenstandsachsen sowie stark zugespitzt und gefaltet. Die Blütenstiele sind etwa 1 Millimeter lang und biegen sich bei der Fruchtreife.
Die zwittrigen Blüten sind zygomorph und fünfzählig mit doppelter Blütenhülle. Der grüne Kelch ist zwischen 4 und 5 Millimeter hoch und zehnnervig. Die pfriemförmigen Kelchzähne sind ungleich und länger als die Kelchröhre. Bei der Fruchtreife biegen sich alle Kelchzähne stark um und geben der Frucht ein stacheliges Aussehen. Die Krone besitzt die typische Form der Schmetterlingsblüte, ist kürzer als der Kelch und weißlich bis rosafarben. Die Fahne ist eiförmig bis schmal zulaufend, an der Spitze leicht gezähnelt, nicht ausgerandet und deutlich länger als Schiffchen und Flügel.
Die Hülsenfrucht ragt leicht aus dem Kelch heraus, ist eiförmig und hautartig. Die Hülsenfrucht enthält zwei Samen zwischen denen sie eingeschnürt ist. Die Samen sind eiförmig und von brauner Farbe.
Die Chromosomenzahl ist 2n = 16.

## Ökologie
Der Kleinblütige Klee ist wahrscheinlich vollständig kleistogam, das heißt die Blüten öffnen sich während der Anthese überhaupt nicht und sind selbstbestäubend.
Die Diasporen, es sind beim Kleinblütigen Klee die Früchte, werden via Epichorie, also durch Tiere ausgebreitet. Die klettenartig umgebogenen Kelchzähne an den Früchten verfangen sich dabei im Fell von Tieren und werden so verschleppt.

## Vorkommen
Das Verbreitungsgebiet des Kleinblütigen Klee umfasst Süd- und Mitteleuropa, sowie die Balkanhalbinsel, Kaukasusraum und Nordafrika (Marokko, Algerien). Es wurde auch über ein kleineres Vorkommen im Irak berichtet. In Europa hat der Kleinblütige Klee ursprüngliche Vorkommen in Portugal, Spanien, Frankreich, Österreich, Ungarn in der früheren Tschechoslowakei und im früheren Jugoslawien, in Rumänien, Moldau, Ukraine, Bulgarien, Griechenland, in der Türkei und in Russland.
Der Kleinblütige Klee hat seinen Verbreitungsschwerpunkt in den Steppen Südosteuropas, vor allem in Ungarn. Von dort könnte der Kleinblütige Klee in nacheiszeitlichen Wärmeperioden bis nach Sachsen vorgedrungen sein; wahrscheinlich wurde er aber mit verunreinigtem Saatgut verschleppt. Jedenfalls sind die beobachteten sporadischen Vorkommen am nördlichen Oberrhein oder in der Schweiz nur so zu erklären. In Deutschland hat er beständige Vorkommen nur in Sachsen-Anhalt. In Ungarn ist er eine Charakterart des Verbands Festucion pseudovinae.
In Sachsen-Anhalt, in Niederösterreich und im Burgenland kommt er vereinzelt vor; sonst ist er in Mitteleuropa nur eingeschleppt und unbeständig verwildert. Die Bestände sind des Kleinblütigen Klee nicht überall sicher, sondern teilweise durch Standortverluste gefährdet. In Österreich gilt die Art als vom Aussterben bedroht.
Der Kleinblütige Klee gedeiht am besten auf kalkarmen, sandigen oder grusigen Böden. Er besiedelt Wälder, Lichtungen, Steppen, Weiden, lückige, trockene Sandrasen und Wegränder.

## Systematik
Die Erstveröffentlichung von Trifolium retusum erfolgte 1753 durch Carl von Linné in Demonstrationes Plantarum in Horto Upsaliensi 1753 ... Seite 21. Ein Synonym für Trifolium retusum L. ist Trifolium parviflorum Ehrh.
Die Art Trifolium retusum gehört zur Sektion Lotoidea aus der Gattung Trifolium.